# Asuel
Asuel (toponimo francese; in tedesco Hasenburg, desueto) è una frazione di 184 abitanti del comune svizzero di La Baroche, nel Canton Giura (distretto di Porrentruy).

## Storia

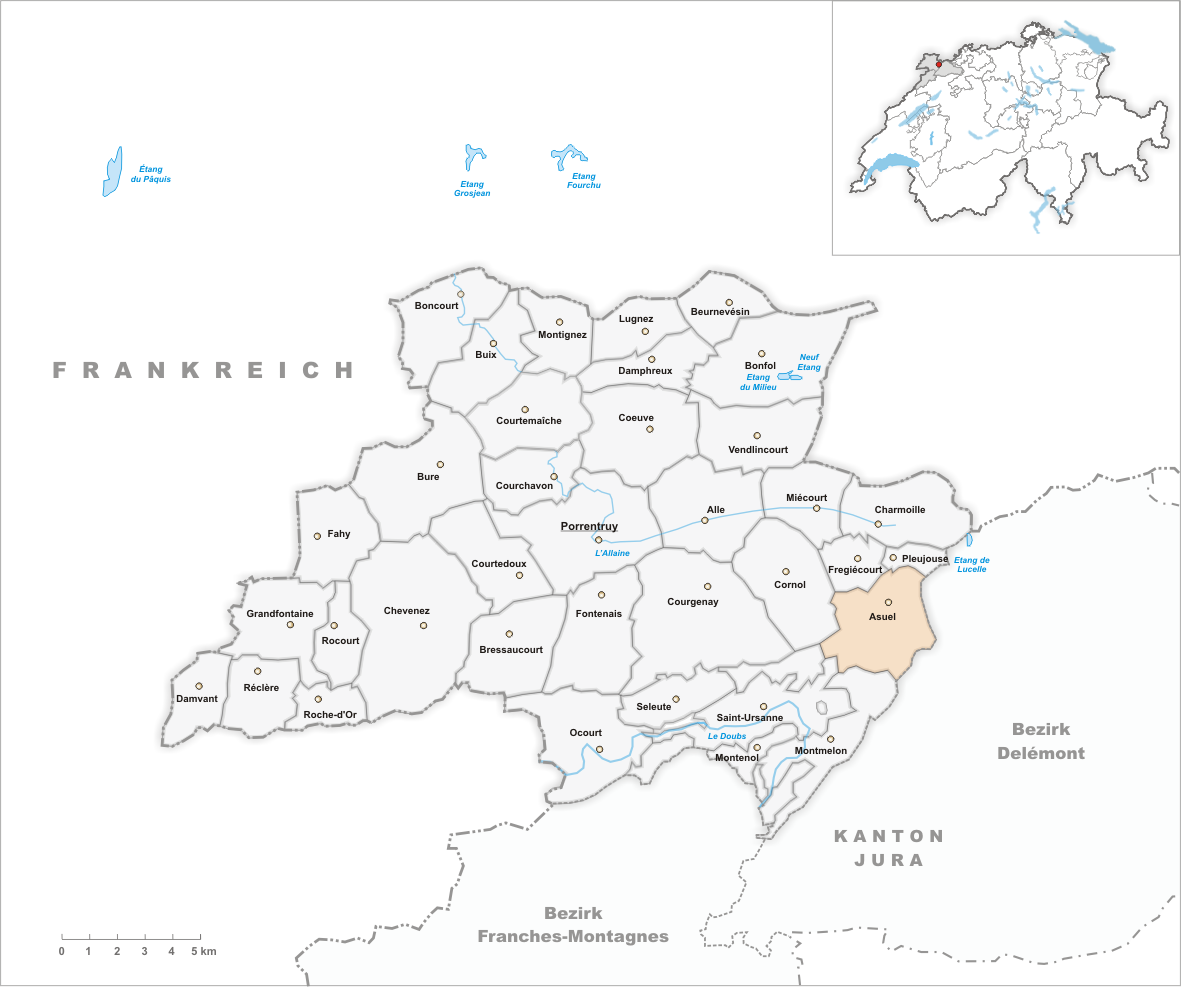
Il territorio del comune di Asuel prima degli accorpamenti comunali del 2009

Già comune autonomo che si estendeva per 10,14 km² e che comprendeva anche la frazione di La Malcôte, il 1º gennaio 2009 è stato accorpato agli altri comuni soppressi di Charmoille, Fregiécourt, Miécourt e Pleujouse per formare il nuovo comune di La Baroche.

## Monumenti e luoghi d'interesse

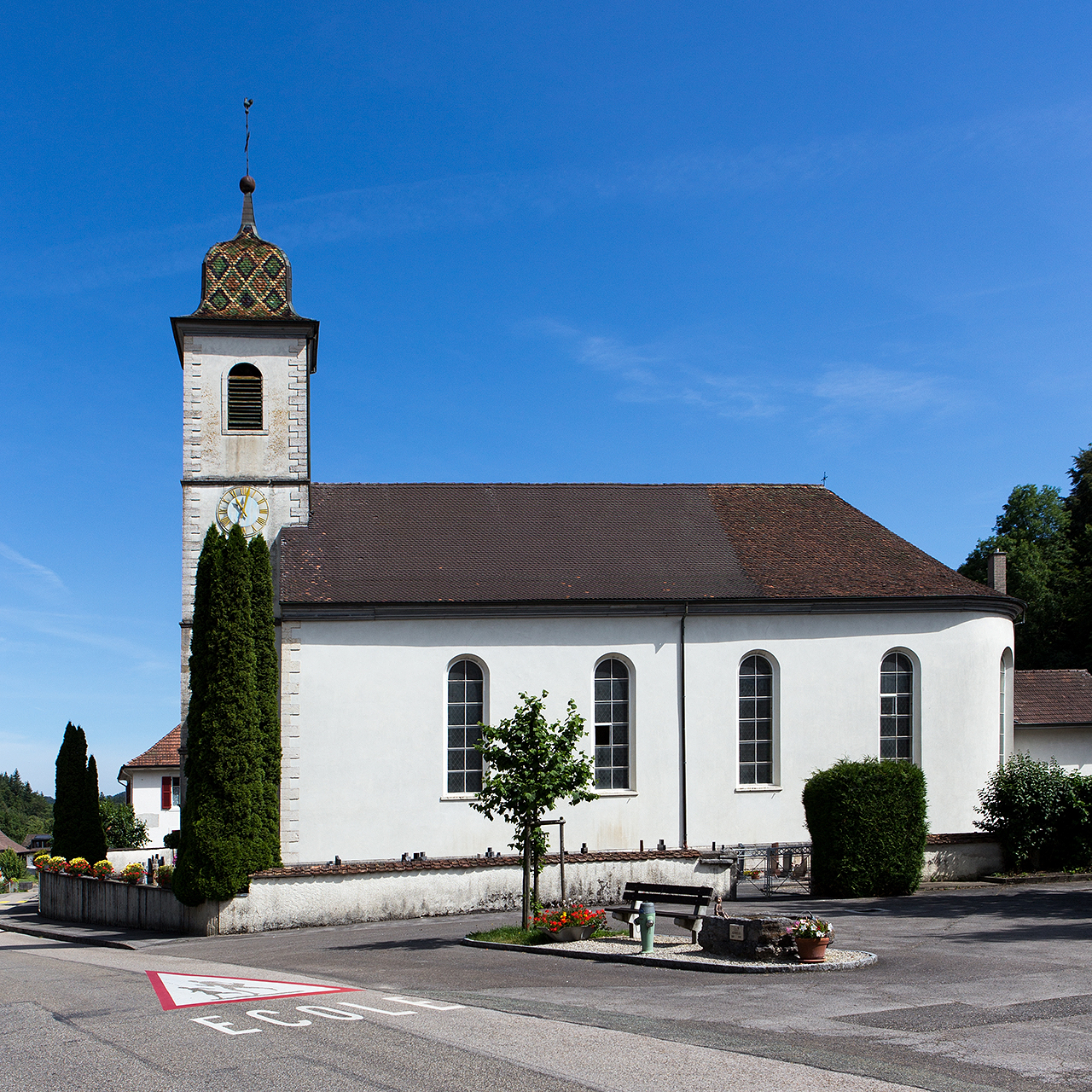
La chiesa di Santo Stefano

- Chiesa cattolica di Santo Stefano, eretta nel 1839[1];
- Rovine del castello, eretto nell'XI secolo e abbandonato nel XVI secolo[1].

## Società

### Evoluzione demografica
L'evoluzione demografica è riportata nella seguente tabella:
Abitanti censiti

## Amministrazione
Dal 1836 comune politico e comune patriziale erano uniti nella forma del commune mixte.